# Río Asabón
El río Asabón es un río de la provincia de Huesca. Es un afluente por el margen derecho del río Gállego.

## Geografía
Nace en el collado de Xavier, cercano a la localidad de Longás, sobre los 1000 metros. Discurre a lo largo de unos 22 kilómetros, recibiendo el agua de varios barrancos como el de Gabás, el cual desciende del puerto de Santa Bárbara. Tras pasar por la localidad de Salinas de Jaca, desemboca en el embalse de la Peña.